# Перцево (Калузька область)
Перцево (рос. Перцево) — присілок в Ферзиковському районі Калузької області Російської Федерації.
Населення становить 73 особи. Входить до складу муніципального утворення Присілок Красний Городок.

## Історія
Від 2004 року входить до складу муніципального утворення Присілок Красний Городок

## Населення
| 2002 | 2010 | 2011 |
| ---- | ---- | ---- |
| 27   | ↗78  | ↘73  |